# 로토루아
로토루아(영어: Rotorua, 마오리어: Te Rotorua-nui-a-Kahumatamomoe)는 뉴질랜드 북섬에 있는 도시이다. 도시의 면적은 2,614.9 km2이며, 2009년으로서 로토루아의 인구는 68,200 명이었다. 로토루아는 타우랑가의 남쪽 60 km, 타우포의 북쪽 80 km, 해밀턴의 동쪽 105 km, 오클랜드의 남동쪽 230 km 상에 위치하며, 북섬의 중심에 자리잡고 있다. 화산과 지열 발전이 발달되었고, 마오리족 문화의 중심지로 뉴질랜드 최대의 관광업 중심지이다.
이 도시는 지열활동으로 잘 알려져 있으며, 이것들은 간헐천을 만들어 낸다. 그 중 가장 유명한 것은 와카레와레와의 포후투 간헐천이며, 뜨거운 진흙탕으로 되어 있다. 이러한 지열 활동은 그곳에 자리잡고 있는 도시 로토루아 칼데라에서 비롯되었다. 로토루아는 많은 대학의 대규모 연구소들의 보금자리가 되었으며, 와이아리키 기술연구소가 있다.

## 역사

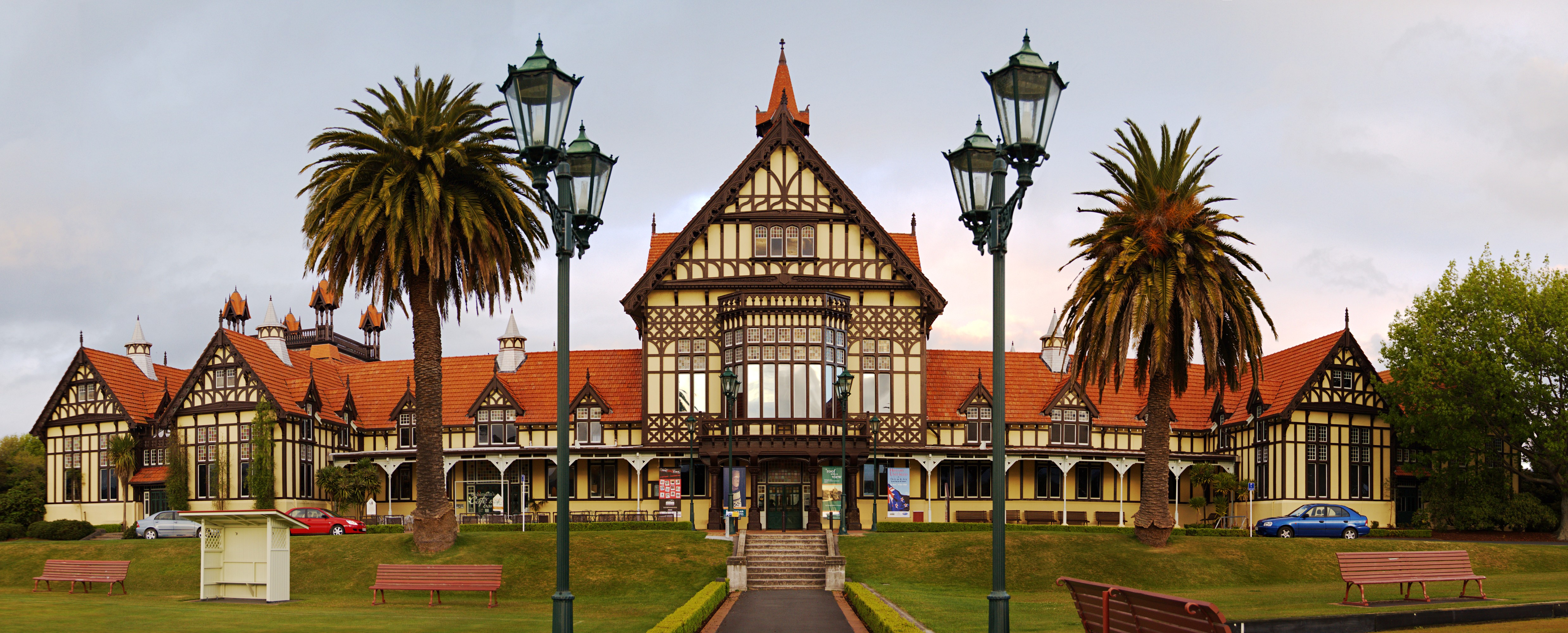
로토루아 박물관의 모습

로토루아라는 이름은 마오리어로부터 유래했다. 마오리어로 로토 (Roto)는 호수이며, 루아(Rua)는 둘을 의미한다. 카후마타모모에(Kahumatamomoe)는 고대 테 아라와의 탐험가이자 마오리족 이헹가의 삼촌이었다. 마오리어로 로토루아를 지칭하는 "Te Rotorua-nui-a- Kahumatamomoe"의 의미는 카후마타모모에의 두 번째 위대한 호수를 뜻한다.

### 유럽인들의 정착
로토루아에는 마오리족의 종족인 테 아라와(Te Arawa)족이 살고 있었다. 1870년대에 유럽인들의 정착이 본격적으로 시작되었고, 1880년대부터 로토마하나 호수(Lake Rotomahana) 근처 기슭에 있는 핑크 앤드 화이트 테라스(Pink and White Terrace)에 의하여 관광지로 발달하였고, 온천 지대와 와카레와레와에 있는 간헐천 지역에 관광업이 다시 세워졌다.
1886년 6월 10일, 타라웨라산에서 분화이 일어나 153명의 사람들이 사망하였고, 3개의 마오리족 마을들이 파괴되었다.
1908년에는 정부가 오늘날 로토루아 박물관이 된 유럽풍의 온천장을 열었다.

## 지리

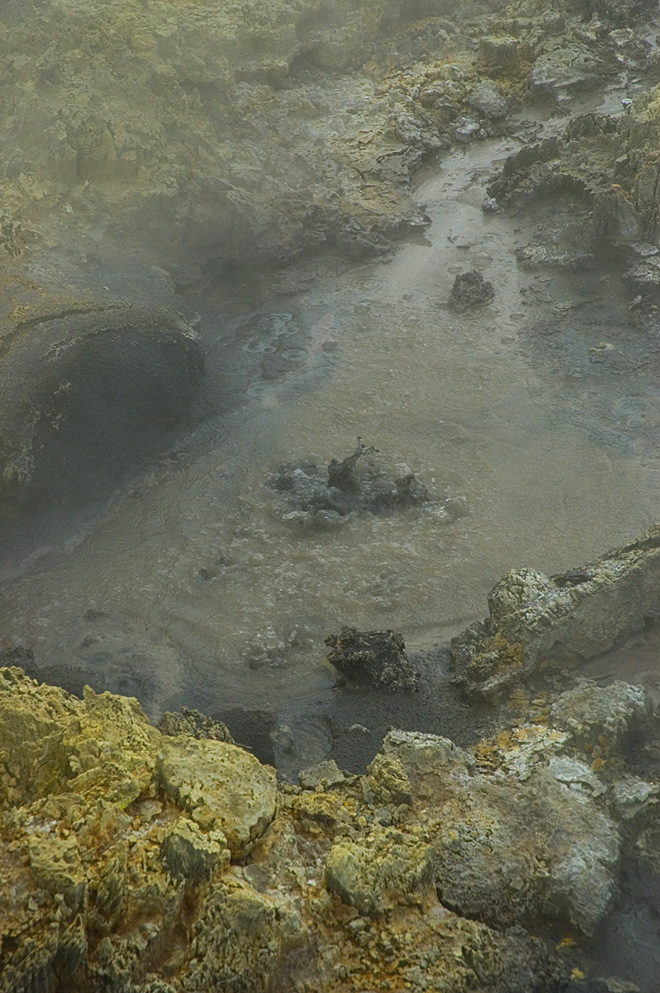
티키테레 ("지옥의 문"), 진흙탕

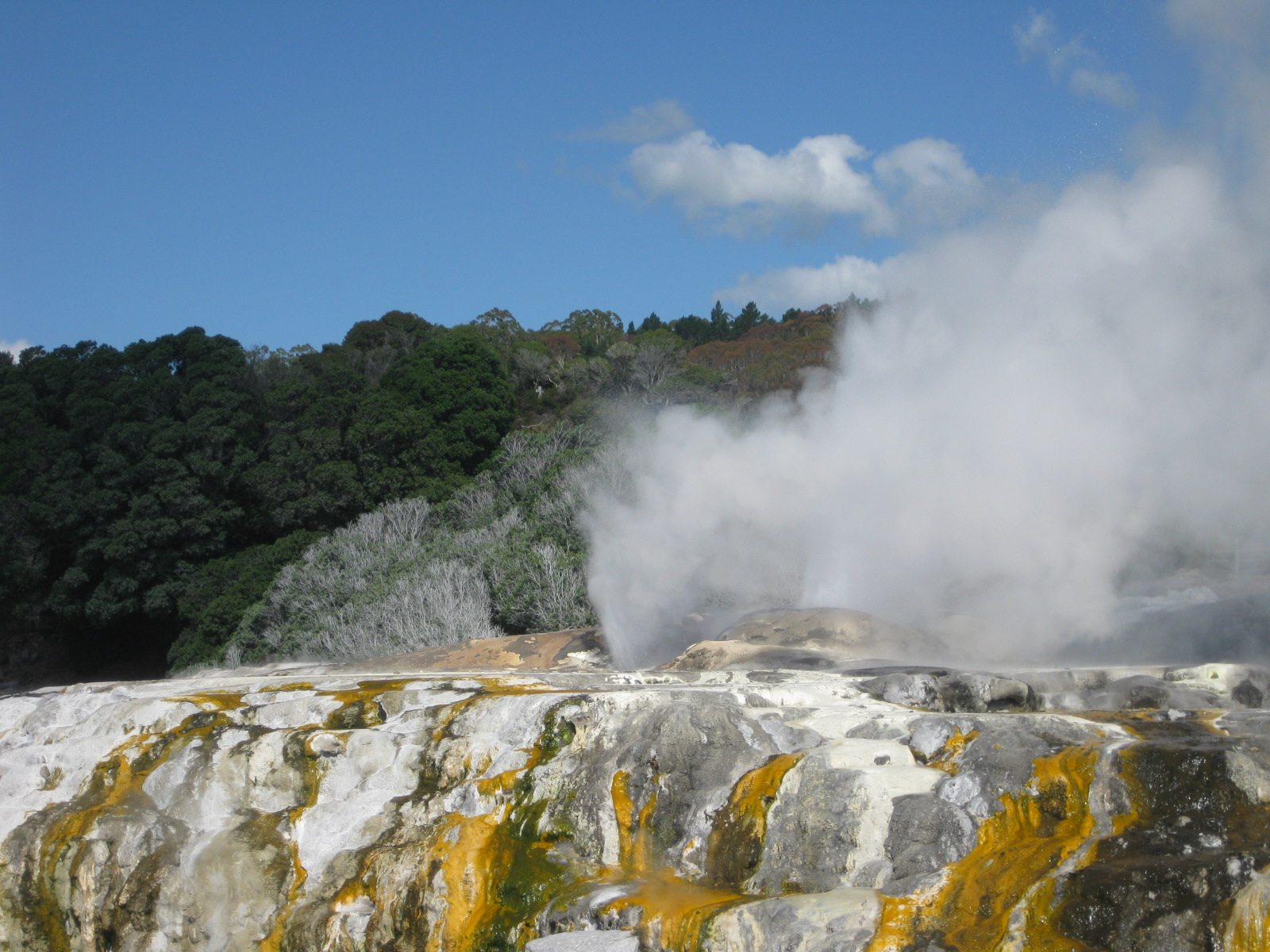
프린스 오브 웨일즈 페더즈 지열 온천 분출

지열 활동은 로토루아의 관광의 중심이다. 간헐천과 거품을 토해 내고있는 열 진흙 연못, 온천, 그리고 1886년 타라웨라산 분화로 가득 찬 테 와이로아 마을(Te Wairoa)이 시내에서 가깝다.
중심 시가지의 서쪽 변두리에 있는 쿠이라우 공원 (Kuirau Park)도 주목할 만하다. 곳곳에 열 진흙 연못이 산재해 있으며, 현실과 동떨어진 공기를 자아내고 있다. 따뜻한 연못에 발을 담그고 볼 수도 있다. 로토루아는 위와 같은 지열 활동으로 유황의 도시(Sulphur City)라고도 한다. 유황은 방문자 기억에 남는 로토루아 독특한 냄새를 자아내고 있다. 시 동쪽의 테아나 지구에서 풍겨오는 냄새는 〈가버먼트 가든〉 남쪽 옆에 위치한 유황 포인트라는 진한 유황 침전물에서 오고 있다.

### 호수
로토루아 지역에는 17개의 호수가 있고, 여름에는 낚시, 수상 스키, 수영 등 물놀이와 해상 활동이 활발하다. 큰 행사의 개최지로 2007년에는 세계 수상스키 선수권 대회를 개최했다. 로토루아 호수는 수상 비행기의 발착지로 사용되고 있다.

### 기타
로토루아는 식물원과 흥미로운 역사적 건축물도 알려져 있다. 19세기부터 온천의 도시, 관광 도시로 알려져 왔기 때문에, 로토루아의 많은 건물이 그 역사를 대변하는 것이다. 시내 동쪽 외곽의 호숫가 근처에 있는 가버먼트 가든은 주목할 만한 것이다.
로토루아 또 하나의 매력으로 산악 활동이 있다. 와카레와레와 〈레드우즈 그루브〉 숲은 "산악자전거의 디즈니랜드"라고 설명될 정도이며, 뉴질랜드에서 최고의 산악 자전거 코스이다. 2006년 8월에는 세계 산악자전거 선수권 대회가 개최되었다.

## 산업
로토루아의 주요 산업은 관광업과 낙농업이다. 마오리족의 공연, 전통음식인 항이(hangi), 조각품 등과 온천욕이 많은 관광객들을 끌어들이고 있다.
- 포후투 간헐천

## 교통
고속도로를 통하여 오클랜드, 해밀턴, 타우포, 타우랑가 등으로 향한다.

### 항공
로토루아 공항이 도시 중심의 북동쪽 9 km 상에 위치한다.

## 기후
| Rotorua (1981–2010)의 기후 | Rotorua (1981–2010)의 기후 | Rotorua (1981–2010)의 기후 | Rotorua (1981–2010)의 기후 | Rotorua (1981–2010)의 기후 | Rotorua (1981–2010)의 기후 | Rotorua (1981–2010)의 기후 | Rotorua (1981–2010)의 기후 | Rotorua (1981–2010)의 기후 | Rotorua (1981–2010)의 기후 | Rotorua (1981–2010)의 기후 | Rotorua (1981–2010)의 기후 | Rotorua (1981–2010)의 기후 | Rotorua (1981–2010)의 기후 |
| 월                         | 1월                        | 2월                        | 3월                        | 4월                        | 5월                        | 6월                        | 7월                        | 8월                        | 9월                        | 10월                       | 11월                       | 12월                       | 연간                       |
| -------------------------- | -------------------------- | -------------------------- | -------------------------- | -------------------------- | -------------------------- | -------------------------- | -------------------------- | -------------------------- | -------------------------- | -------------------------- | -------------------------- | -------------------------- | -------------------------- |
| 일평균 최고 기온 °C (°F)   | 22.8 (73.0)                | 22.9 (73.2)                | 20.9 (69.6)                | 18.0 (64.4)                | 15.1 (59.2)                | 12.6 (54.7)                | 12.0 (53.6)                | 12.8 (55.0)                | 14.6 (58.3)                | 16.4 (61.5)                | 18.6 (65.5)                | 20.8 (69.4)                | 17.3 (63.1)                |
| 일일 평균 기온 °C (°F)     | 17.7 (63.9)                | 17.9 (64.2)                | 16.0 (60.8)                | 13.3 (55.9)                | 10.7 (51.3)                | 8.5 (47.3)                 | 7.8 (46.0)                 | 8.4 (47.1)                 | 10.2 (50.4)                | 12.0 (53.6)                | 13.9 (57.0)                | 16.2 (61.2)                | 12.7 (54.9)                |
| 일평균 최저 기온 °C (°F)   | 12.6 (54.7)                | 13.0 (55.4)                | 11.1 (52.0)                | 8.5 (47.3)                 | 6.3 (43.3)                 | 4.3 (39.7)                 | 3.5 (38.3)                 | 4.1 (39.4)                 | 5.8 (42.4)                 | 7.6 (45.7)                 | 9.2 (48.6)                 | 11.5 (52.7)                | 8.1 (46.6)                 |
| 평균 강수량 mm (인치)      | 92.7 (3.65)                | 93.9 (3.70)                | 99.2 (3.91)                | 107.2 (4.22)               | 116.9 (4.60)               | 136.1 (5.36)               | 134.5 (5.30)               | 131.4 (5.17)               | 109.3 (4.30)               | 112.3 (4.42)               | 93.8 (3.69)                | 114.2 (4.50)               | 1,341.8 (52.83)            |
| 평균 강수일수 (≥ 1.0 mm)   | 8.2                        | 7.4                        | 8.5                        | 8.2                        | 9.5                        | 11.2                       | 11.0                       | 11.6                       | 11.3                       | 10.9                       | 9.4                        | 10.0                       | 117.0                      |
| 평균 상대 습도 (%)         | 78.8                       | 81.4                       | 81.5                       | 83.4                       | 87.1                       | 87.5                       | 87.3                       | 85.9                       | 81.6                       | 79.7                       | 77.2                       | 78.9                       | 82.5                       |
| 평균 월간 일조시간         | 242.9                      | 205.9                      | 199.7                      | 170.5                      | 145.1                      | 119.1                      | 130.7                      | 152.1                      | 155.1                      | 190.8                      | 200.1                      | 215.8                      | 2,127.8                    |
| 출처: NIWA Climate Data    |                            |                            |                            |                            |                            |                            |                            |                            |                            |                            |                            |                            |                            |

## 자매 도시
- 미국, 오리건주, 클래머스폴스[3]
- 일본, 오이타현, 벳푸시
- 오스트레일리아, 뉴사우스웨일스주, 래이크맥콰리 (City of Lake Macquarie)
- 중국, 장쑤성, 쑤저우 시